# Verdo
Verdo er en energikoncern fra Randers.Verdo forsyner varme, vand og el til private og erhvervsvirksomheder.
Verdo fremstiller energianlæg til industri og forsyning og handler med biomasse og anden brændsel. Inden for teknisk infrastruktur udskifter Verdo traditionel gadebelysning til LED-lys.
Verdo har 550 medarbejdere og en omsætning på 2,4 mia. kroner.
Morten Birch blev i april 2019 udnævnt til konstitueret direktør, efter at Kim Frimer var blevet fyret, og hvor forsyningstilsynet pålagde Verdo at tilbagebetale penge til varmekunderne i Randers, pga. en række kritisable sager vedr. overfakturering. Posten som administrerende direktør blev overtaget af Jakob Flyvbjerg Christensen pr. 1. januar 2020.